# Gabriel Colón
Gabriel Antonio Colón Gracia (Ponce, 20 dicembre 1984) è un ex cestista portoricano.

## Carriera
Con Porto Rico ha disputato i Campionati americani del 2005.